# Уоранга
Уора́нга (также Уорангаа) — река в Вилюйском районе и Кобяйском улусе Якутии (Россия), левый приток Вилюя. Длина реки составляет 157 км, площадь водосборного бассейна — 2480 км². 
Река вытекает из небольшого озера Туора-Кюель к северу от села Сатагай на Центральноякутской равнине на высоте более 171 м над уровнем моря. Почти на всём своём протяжении течёт на юго-восток. В верховьях протекает через несколько озёр, при этом на правом берегу — лиственничная тайга, а на левом — обширные болотные территории. В среднем и нижнем течении преобладает лесотундра. Ближе к устью проворачивает на юг и впадает в Вилюй несколькими рукавами в 156 км от его устья по левому берегу ниже впадения Баппагая, на высоте менее 74 м над уровнем моря. Ширина в нижнем течении — 11 м при глубине 0,9 м. Населённых пунктов на реке нет. 

## Основные притоки
Указаны притоки длиной 30 км и более
| Название          | Расстояние от устья | Длина | Положение |
| ----------------- | ------------------- | ----- | --------- |
| Река без названия | 41                  | 39    | правый    |
| Улахан-Уоранга    | 89                  | 30    | левый     |

## Данные водного реестра
По данным государственного водного реестра России и геоинформационной системы водохозяйственного районирования территории РФ, подготовленной Федеральным агентством водных ресурсов:
- Бассейновый округ — Ленский
- Речной бассейн — Лена
- Речной подбассейн — Вилюй
- Водохозяйственный участок — Вилюй от впадения реки Марха до устья
- Код водного объекта — 18030800612117400027917